# 啼死鳥
《啼死鳥》（Birdman）是英國犯罪作家莫·海德（Mo Hayder） 的第一本小說。1999年發行，劇情是介紹了主角 DI Jack Caffery。續集是《治療》（Treatment）。

## 外部連結
- Official author website
- Interview with The Telegraph from time of publication（页面存档备份，存于）
- Review from The Guardian（页面存档备份，存于）
- Review from The Observer（页面存档备份，存于）